# Antoine Gentien
Pour les articles homonymes, voir Gentien (homonymie).
Antoine « Coco » Gentien, né le 13 juin 1905 à Paris et mort le 2 septembre 1968 à Paris, est un joueur de tennis français, actif du milieu des années 1920 au début des années 1950.

## Biographie
Issu d'une famille aisée d'industriels du côté de sa mère, Coco Gentien fréquente dans sa jeunesse les courts du Racing de la Croix-Catelan où il partage les entraînements des champions français de l'époque que sont Max Decugis, André Gobert et William Laurentz. Ses parents sont Paul Gentien et Antoinette Gillou, sœur de la championne de tennis Kate Gillou.
Cet ami d'Alain Gerbault et fidèle confident de Suzanne Lenglen est décrit par Ted Tinling comme un playboy mondain.
Champion de France junior en 1921 et 1922, il participe presque annuellement au tournoi de Roland-Garros entre 1925 et 1950. Sa principale performance est d'y avoir battu Jean Borotra en huitièmes de finale en 1927 sur le score de 6-2, 9-11, 6-0, 6-4. Borotra, hors de forme, ne put s'entraîner pendant le tournoi, très pris par ses affaires. Il dispute à dix reprises le tournoi de Wimbledon entre 1923 et 1939 et remporte la prestigieuse All England Plate en 1927.
Son jeune frère Henri Gentien, né en 1917, passe clandestinement en Espagne en février 1943 avec le joueur de tennis Bernard Destremau, et débarque en Provence avec l'Armée de Lattre.
En 1953, il publie ses mémoires aux éditions La Palatine sous le nom d'Aventures d'un joueur de tennis où évoque ses voyages à travers l'Europe et ses relations avec les champions de son temps tels que Bill Tilden, Borotra, Lacoste, Lenglen…
En 1949, Antoine Gentien remplace Robert Gallay au secrétariat général de la Fédération internationale de tennis et occupe ce poste jusqu'en 1961. Lauréat du Prix Langlois de l'Académie française en 1958, il a travaillé dans les milieux littéraires, notamment en tant qu'écrivain et traducteur. Resté célibataire, il meurt sans descendance à Paris en 1968. Il est enterré dans le caveau familial du cimetière de Passy.

## Palmarès (partiel)

### Titres en simple
- 1925 : Pourville, bat Roger Danet (6-4, 1-6, 8-6)
- 1925 : Biarritz, bat Roger Danet (forfait)
- 1927 : Bordeaux, bat Jean Samazeuilh (8-6, 6-0, 6-2)
- 1929 : Dieppe, bat André Martin-Legeay (6-1, 6-3, 6-3)
- 1929 : Bordeaux, bat Jean Samazeuilh (6-8, 6-3, 6-1, 6-1)
- 1930 : Deauville, bat Marcel Bernard (6-1, 4-6, 6-2, 7-5)
- 1930 : Dieppe, bat André Martin-Legeay (6-4, 1-6, 9-7)
- 1929 : Bordeaux, bat Jean Samazeuilh (6-2, 6-2)
- 1933 : Zurich, bat Lester Stoefen (8-6, 6-3, 6-4)
- 1934 : Cannes Carlton, bat Charles Aeschlimann (4-6, 6-3, 6-2, 6-1)
- 1935 : Cannes Gallia, bat Wilmer Hines (2-6, 6-4, 8-6, 6-3)
- 1935 : Cannes Carlton, bat Wilmer Hines (score inconnu)
- 1937 : Bombay, bat Alan Stedman (7-5, 6-2)
- 1937 : Klosters, bat Emmanuel du Plaix (7-5, 6-1, 6-1)

### Finales en simple
- 1923 : Coupe Porée : battu par Jean Borotra (6-2, 6-3, 8-6})
- 1926 : Coupe Porée, battu par Roger George (5-7, 6-0, 6-3)
- 1926 : Ostende, battu par Jean Washer (2-6, 6-2, 0-6, 6-4, 5-7)
- 1931 : Dinard, battu par André Merlin (1-6, 2-6, 10-8)
- 1934 : Lugano, battu par Max Ellmer (3-6, 3-6, 4-6)

## Décoration
- Médaille d'honneur de l'éducation physique et des sports, échelon or (1954)[11]

## Publication
- Aventures d'un joueur de tennis, La Palatine, 1953, 260 p.